# Пороки развития
Пороки развития — совокупность отклонений от нормального строения организма, возникающих в процессе внутриутробного или, реже, послеродового развития.
Их следует отличать от крайних вариантов нормы. Пороки развития возникают под действием разнообразных внутренних (наследственность, гормональные нарушения, биологическая неполноценность половых клеток и др.) и внешних (ионизирующее излучение, вирусная инфекция, недостаток кислорода, воздействие некоторых химических веществ, амниотические перетяжки и т. д.) факторов. 
Пороки развития изучает тератология.
Пороки развития являются важнейшими причинами смертности в детском возрасте, а также хронических заболеваний и инвалидности. К наиболее тяжелым порокам развития относят, в частности, врождённые пороки сердца, дефекты нервной трубки (расщепление позвоночника, анэнцефалия и другие) и синдром Дауна.
Всё чаще врожденные пороки диагностируют во время беременности до рождения ребенка с помощью УЗИ плода и различных тестов (пренатальная диагностика). Некоторые врожденные пороки можно исправить с помощью хирургического вмешательства или вылечить путем медикаментозного лечения.
Некоторые врожденные пороки можно предотвратить с помощью хорошего питания во время беременности (в частности, получения достаточного количества фолиевой кислоты) и надлежащей дородовой помощи.

## Причины возникновения
Установить точные причины пороков развития чаще всего трудно. Однако известно, что некоторые факторы повышают вероятность развития врожденных пороков. Это ионизирующее излучение, применение определенных лекарственных препаратов, употребление алкоголя, дефицит питательных веществ, некоторые инфекции у матери и генетические заболевания.

### Тератогенные факторы
Действие тератогенных факторов зависит от дозы. Для каждого фактора существует определённая пороговая доза тератогенного действия. Обычно она на 1—3 порядка ниже летальной. Различия тератогенного действия у различных биологических видов, а также у особей одного и того же вида связаны с особенностями всасывания, метаболизма, способности вещества распространяться в организме и проникать через плаценту.
Наиболее изучены следующие тератогенные факторы:

#### Алкоголь
Имеет значение алкоголизм родителей, прежде всего матери. Употребление матерью алкоголя во время беременности может привести к возникновению фетального алкогольного синдрома

#### Инфекционные заболевания, передающиеся от матери плоду
В случаях, когда тератогенное действие оказывают возбудители инфекций, пороговую дозу и дозозависимый характер действия тератогенного фактора оценить не удается.
Сифилис, а также ряд вирусных заболеваний, перенесённых во время беременности: (краснуха, эпидемический паротит, инклюзионная цитомегалия).

#### Ионизирующее излучение
Рентгеновское излучение, воздействие радиоактивных изотопов могут оказывать прямое действие на генетический аппарат. Кроме прямого действия, ионизирующее излучение обладает также токсическим эффектом и является причиной многих врождённых аномалий.

#### Лекарственные препараты
Очень сильным тератогенным действием обладает Талидомид.
Следует отметить, что не существует лекарств, которые могут быть признаны полностью безопасными, особенно на ранних стадиях беременности.

#### Никотин
Курение во время беременности может привести к отставанию ребёнка в физическом развитии. От курения увеличивается вероятность отдельных врождённых пороков развития плода, синдрома внезапной детской смерти.

#### Нутриентные дефициты
Дефициты ряда нутриентов (йода, фолатов, мио-инозитола) являются доказанными факторами риска дефектов нервной трубки (таких, как расщепление позвоночника) и врождённых пороков сердца. Использование фолиевой кислоты для профилактики врождённых пороков развития является одним из наиболее доказанных средств первичной профилактики ВПР. Подробнее см. в статье «Первичная профилактика врождённых пороков развития».

## Механизмы
Формирование пороков происходит преимущественно в период эмбрионального морфогенеза (3-10-я неделя беременности) в результате нарушения процессов размножения, миграции, дифференциации и гибели клеток. Эти процессы происходят на внутриклеточном, экстраклеточном, тканевом, межтканевом, органном и межорганном уровнях. Нарушением размножения клеток объясняют гипоплазию и аплазию органов. Нарушение их миграции лежит в основе гетеротопий. Задержка дифференциации клеток обусловливает незрелость или персистирование эмбриональных структур, а её полная остановка — аплазию органа или его части. Нарушение физиологической гибели клеток, как и нарушение механизмов адгезии («склеивание» и срастание эмбриональных структур), лежат в основе многих дизрафий (например, спинномозговых грыж).
Экспериментальной эмбриологией доказано, что в формировании пороков развития большое значение имеет т. н. тератогенетический терминационный период, то есть тот отрезок времени, в течение которого тератогенный агент может вызвать врождённый порок развития. Этот период для разных органов различен. Пользуясь данными эмбриологии, можно судить о сроках возникновения того или иного порока развития и составлять тератологические календари для пороков развития разных органов.
В основе формирования пороков развития могут лежать также остановка развития в критический период, нарушение процесса формирования, или дисонтогенез, и деструкция ткани. При этом может происходить недоразвитие органов либо их частей (гипогенезия) или избыточное их развитие (гипергенезия), отсутствие органов или части тела (агенезия), неправильное положение или перемещение органов, неправильное формирование той или иной ткани (дисплазия).
Различают двойные (множественные) пороки развития, в основе которых лежат неправильности развития двух и более плодов, и одиночные, связанные с нарушением формообразования одного организма. Двойные пороки развития, или уродства, — «неразделившиеся» близнецы, среди которых в зависимости от области их соединения различают торакопагов, ксифопагов, пигопагов и др. К одиночным порокам развития относятся акрания, врождённые расщелины верхней губы, расщелины мягкого и твёрдого нёба, полидактилия, врождённые пороки сердца. Профилактика пороков развития — система антенатальной охраны плода.

## Типы пороков развития
«Пороки развития» — это широкая категория, которая включает различные условия: незначительные физические аномалии (например, родимые пятна), серьёзные нарушения отдельных систем (например врождённые пороки сердца или пороки конечностей), и комбинации аномалий затрагивающих несколько частей тела. Врождённые дефекты метаболизма также считаются врождёнными пороками.
Существуют 3 основных типа врождённых пороков:
1. Врождённые физические аномалии
2. Врождённые ошибки метаболизма
3. Другие генетические дефекты

## Частота встречаемости
По данным ВОЗ, частота всех пороков развития колеблется от 2,7% до 16,3% новорожденных. В Швеции, Японии, Финляндии из 1000 родившихся 5—6 детей умирают из-за врожденной и наследственной патологии. В России средняя частота всех врожденных пороков развития составляет 3—7%.
Рождение детей в зрелом возрасте повышает риск хромосомных аномалий, включая синдром Дауна, в то время как материнство в молодом возрасте повышает риск некоторых других пороков развития.

### Связь врождённых аномалий развития с полом
Во многих исследованиях было установлено, что частота появления тех или иных врождённых пороков развития зависит от пола ребёнка (таблица). Например, пилоростеноз и булавовидная стопа чаще встречаются у мальчиков, тогда как врождённый вывих бедра — в 4-5 раз чаще у девочек.
Среди детей с одной почкой, примерно в два раза больше мальчиков, тогда как среди детей с тремя почками примерно в 2,5 раза больше девочек. Та же картина наблюдается среди новорождённых детей со сверхнормативным числом рёбер, позвонков, зубов и других органов, претерпевших в процессе эволюции редукцию числа, олигомеризацию, — среди них больше девочек. Среди же новорождённых с их нехваткой, наоборот, больше мальчиков.
Анэнцефалия в два раза чаще встречается у девочек. Сверхнормативные мышцы в 1,5 раза чаще обнаруживаются в трупах мужчин, чем женщин. Число мальчиков, рождённых с 6-м пальцем, в 2 раза превышает число девочек.
П. М. Раевский и А. Л. Шерман проанализировали частоту появления врождённых пороков в зависимости от системы организма. Преобладание мужского пола было отмечено для пороков филогенетически более молодых органов и систем органов.
В плане этиологии половые различия можно разделить на появляющиеся до и после дифференциации мужских гонад в процессе эмбрионального развития, которая начинается с восемнадцатой недели. Уровень тестостерона у мужских эмбрионов при этом значительно повышается. Последующие гормональные и физиологические различия мужских и женских эмбрионов могут объяснить некоторые половые различия в частоте врождённых пороков.
| Врождённый порок                                                                     | Соотношение полов, М:Ж            |
| ------------------------------------------------------------------------------------ | --------------------------------- |
| Пороки с преобладанием женского пола                                                 |                                   |
| Врождённый вывих бедра                                                               | 1 : 5.2[16]; 1 : 5[18]; 1 : 8[13] |
| Анэнцефалия                                                                          | 1 : 1.9[16]; 1 : 2[14]            |
| Черепно-мозговые грыжи                                                               | 1 : 1.8[16]                       |
| Спинно-мозговые грыжи                                                                | 1 : 1.4[16]                       |
| Аплазия легкого                                                                      | 1 : 1.51[16]                      |
| Дивертикулы пищевода                                                                 | 1 : 1.4[16]                       |
| Желудок                                                                              | 1 : 1.4[16]                       |
| Нейтральные пороки                                                                   |                                   |
| Недоразвитие берцовой и бедренной костей                                             | 1 : 1.2[16]                       |
| Атрезия тонкой кишки                                                                 | 1 : 1[16]                         |
| Атрезия пищевода                                                                     | 1.3 : 1[16]                       |
| Пороки с преобладанием мужского пола                                                 |                                   |
| Заячья губа                                                                          | 2 : 1[18]                         |
| Пилоростеноз                                                                         | 5 : 1[18]; 5.4 : 1[13]            |
| Меккелев дивертикул                                                                  | Чаще у мальчиков[16]              |
| Дивертикулы толстой кишки                                                            | 1.5 : 1[16]                       |
| Атрезия прямой кишки                                                                 | 1.5 : 1[16]                       |
| Агенезия почек двусторонняя                                                          | 2.6 : 1[16]                       |
| Агенезия почек односторонняя                                                         | 2 : 1[16]                         |
| Экстрофия мочевого пузыря                                                            | 2 : 1[16]                         |
| Врождённые нарушения проходимости почечной лоханки и врождённые аномалии мочеточника | 2.4 : 1[13]                       |
| Врождённый мегаколон (Болезнь Гиршпрунга)                                            | Чаще у мальчиков[16]              |
| Все пороки развития                                                                  | 1.29 : 1[13]                      |

## Список пороков развития
См. также МКБ-10: Класс XVII: Врождённые аномалии (пороки крови), деформации и хромосомные нарушения.

### А
- Агенезия легкого
- Агенезия почек двусторонняя
- Агенезия почек односторонняя
- Акрания
- Альбинизм
- Анэнцефалия
- Аплазия легкого
- Ассоциация VACTERL
- Атрезия заднего прохода
- Атрезия пищевода
- Атрезия тощей кишки

### Б
- Булавовидная стопа

### В
- Волчья пасть
- Врождённая клоака
- Врождённый вывих бедра (Дисплазия тазобедренного сустава)
- Врождённый кретинизм
- Врождённый мегаколон (Болезнь Гиршпрунга)
- Врождённые пороки сердца

### Г
- Гидроцефалия
- Гипоплазия легкого
- Грыжи

### Д
- Дивертикул Меккеля
- Дивертикулы пищевода

### З
- Заячья губа
- Зубы Гетчинсона

### К
- Косолапость
- Крипторхизм

### Л
- Лимфатическая мальформация

### М
- Мегаколон
- Микроцефалия

### Н
- Недоразвитие берцовой и бедренной костей

### О
- Олигодактилия
- Омфалоцеле

### П
- Пилоростеноз
- Полидактилия
- Полисомия по X-хромосоме
- Полителия
- Пороки половых органов

### С
- Синдактилия
- Синдром Дауна
- Синдром Клайнфельтера
- Синдром Клиппеля — Фейля
- Синдром кошачьего крика
- Синдром Патау
- Синдром Шерешевского — Тёрнера
- Синдром Эдвардса
- Спинномозговая грыжа
- Синдром Вильямса

### У
- Удвоение матки

### Ф
- Фибродисплазия
- Фетальный алкогольный синдром

### Ц
- Циклопия

### Ч
- Черепно-мозговая грыжа

### Э
- Экстрофия мочевого пузыря
- Эктродактилия
- Эписпадия

## Примечание
1. 1 2 3 4  Пороки развития. Дата обращения: 23 марта 2023. Архивировано 23 марта 2023 года.
2. 1 2 3  Общие сведения о врожденных пороках. Дата обращения: 23 марта 2023. Архивировано 23 марта 2023 года.
3. ↑  WHO global report: mortality attributable to tobacco (англ.). — Geneva, Switzerland: World Health Organization, 2012. — P. 4. — 391 p. — ISBN 978-9-2415-6443-4. Архивировано 20 августа 2020 года. Цитата «Examples include increased rates of stillbirth and selected congenital malformations during fetal life, death attributed to the sudden infant death syndrome in infancy, disability from respiratory diseases in childhood and adolescence and young adulthood.»
4. ↑  Lumley J, Watson L, Watson M, Bower C. Periconceptional supplementation with folate and/or multivitamins for preventing neural tube defects. Cochrane Database Syst Rev. 2001;(3):CD001056.
5. ↑  Krapels IP, Rooij IA, Wevers RA, Zielhuis GA, Spauwen PH, Brussel W, Steegers-Theunissen RP. Myo-inositol, glucose and zinc status as risk factors for non-syndromic cleft lip with or without cleft palate in offspring: a case-control study. BJOG. 2004;111(7):661-668.
6. ↑  Czeizel AE, Dobó M, Vargha P. Hungarian cohort-controlled trial of periconceptional multivitamin supplementation shows a reduction in certain congenital abnormalities.Birth Defects Res A Clin Mol Teratol. 2004 Nov;70(11):853-61.
7. ↑  De-Regil LM, Fernández-Gaxiola AC, Dowswell T, Peña-Rosas JP. Effects and safety of periconceptional folate supplementation for preventing birth defects. Cochrane Database Syst Rev. 2010 Oct 6;(10):CD007950
8. ↑  Эпидемиологические аспекты врожденных пороков развития. Дата обращения: 23 марта 2023. Архивировано 23 марта 2023 года.
9. ↑  Gittelsohn A, Milham S. (1964) Statistical study of twins—methods. Am. J. Public Health Nations Health 54 p. 286—294.
10. ↑  Fernando J, Arena P, Smith DW. (1978) Sex liability to single structural defects. Am. J. Dis. Child 132 p. 970 −972.
11. ↑  Lubinsky MS. (1997) Classifying sex biased congenital anomalies. Am. J. Med. Genet. 69 p. 225—228.
12. ↑  Lary JM, Paulozzi LJ. (2001) Sex differences in the prevalence of human birth defects: a population-based study. Teratology 64 p. 237—251.
13. 1 2 3 4 5  Wei Cui, Chang-Xing Ma, Yiwei Tang, e.a. (2005) Sex Differences in Birth Defects: A Study of Opposite-Sex Twins. Birth Defects Research (Part A) 73 p. 876—880.
14. 1 2  World Health Organization (reports). «Congenital malformations», Geneve, 1966, p. 128.
15. ↑  Дарвин Ч., Происхождение человека и половой отбор. Соч. М., Изд-во AН СССР. 1953. т. 5. 1040 с.
16. 1 2 3 4 5 6 7 8 9 10 11 12 13 14 15 16 17 18  Раевский П. М., Шерман А. Л. (1976) Значение пола в эпидемиологии злокачественных опухолей (системно-эволюционный подход). В сб.: Математическая обработка медико-биологической информации. М., Наука, с. 170—181.
17. ↑  Reyes F.I., Boroditsky R.S., Winter J.S., Faiman C. (1974) Studies on human sexual development. II. Fetal and maternal serum gonadotropin and sex steroid concentrations. J. Clin. Endocrinol. Metab. 38 p. 612—617.
18. 1 2 3  Montagu A. (1968) Natural Superiority of Women, The, Altamira Press, 1999.